# مورگانا لاو
مورگانا لاو (به انگلیسی: Morganna Love) با نام کامل آلیزا مورگانا مارتینز باتیستا (به انگلیسی: Aleizah Morganna Martínez Bautista) (زاده ۱۵ ژوئن ۱۹۸۰) خواننده اوپرا و بازیگر مکزیکی است.
او یک زن ترنس است.